# Triyuga
Triyuga (già Gaighat) è una città del Nepal di circa 75 000 abitanti, nel Distretto di Udayapur. Comprende i centri abitati di Jalpachilaune, Jogidaha, Khanbu e Saune.
Si trova nella Udyapur Valley ed ha avuto la massima fioritura sotto la dinastia del regno Sen.
Il fiume Triyuga, scendendo dalla Udyapur Valley, prima di diventare affluente del Sapta Koshi, forma una specie di isola chiamata l'Isola di Koshi.
Nel 1987 la zona è diventata una riserva naturale che ospita 280 specie di uccelli e molti mammiferi, tra i quali il bufalo selvatico nepalese, in via di estinzione.